# Gongylus pauperatus
Gongylus pauperatus är en bönsyrseart som beskrevs av Fabricius 1793. Gongylus pauperatus ingår i släktet Gongylus och familjen Empusidae. Inga underarter finns listade i Catalogue of Life.